# Congregação de São José de Cluny
A Congregação de São José de Cluny, também conhecida como a Congregação das Irmãs de São José de Cluny, é uma ordem monástica feminina da Igreja Católica Romana fundada a 12 de maio de 1807 por Ana Maria Javouhey. A congregação dedica-se à educação e à assistência aos doentes e defavorecidos, tendo uma longa tradição na área da enfermagem.